# Coppa CEV 2017-2018 (maschile)
La Coppa CEV 2017-2018, 46ª edizione della Coppa CEV di pallavolo maschile, si è svolta dal 21 novembre 2017 al 10 aprile 2018: al torneo hanno partecipato trentasei squadre di club europee e la vittoria finale è andata per la seconda volta al Belogor'e.

## Regolamento
Le squadre hanno disputato trentaduesimi di finale (a cui si sono aggiunte quattro squadre provenienti dalla Champions League 2017-18), sedicesimi di finale (a cui si sono aggiunte otto squadre provenienti dalla Champions League 2017-18), ottavi di finale, quarti di finale, semifinali e finale, tutte giocate con gare di andata e ritorno (coi punteggi di 3-0 e 3-1 sono stati assegnati 3 punti alla squadra vincente e 0 a quella perdente, col punteggio di 3-2 sono stati assegnati 2 punti alla squadra vincente e 1 a quella perdente; in caso di parità di punti dopo le due partite è stato disputato un golden set).

## Squadre partecipanti
| - Aich/Dob - Aalst - Šachcër Salihorsk - Mladost Brčko - CSKA Sofia - Neftohimik - Omonia - Rijeka - Hurrikaani-Loimaa | - Perungan Pojat - Gazélec Ajaccio - Montpellier - Dürener - Rüsselsheim - Hapoël Mateh Asher - Maccabi Tel Aviv - BluVolley Verona - Luboteni | - Jedinstvo Bijelo Polje - Dynamo Apeldoorn - Lycurgus - Asseco Resovia - České Budějovice - Dukla Liberec - Kladno - Arcada Galați - Universitatea Craiova | - Belogor'e - Novi Pazar - Ribnica - Vojvodina - ACH Volley - Kamnik - Amriswil - Ziraat Bankası - Barkom-Kažany |

## Torneo

### Trentaduesimi di finale

#### Andata
| 21 novembre 2017 Ein Sara Sport Hall, Nahariya Durata: 1h:29 - Spettatori: 600    | Hapoël Mateh Asher | 3 - 0 | Mladost Brčko          | 25-21, 29-27, 25-20        |
| 22 novembre 2017 Dvorana Mladost, Fiume Durata: 1h:17 - Spettatori: 1 000         | Rijeka             | 0 - 3 | Jedinstvo Bijelo Polje | 22-25, 18-25, 19-25        |
| 22 novembre 2017 Palac Sportu Halyčyna, Leopoli Durata: 1h:39 - Spettatori: 1 010 | Barkom-Kažany      | 3 - 1 | Maccabi Tel Aviv       | 25-18, 25-27, 25-19, 25-16 |
| 22 novembre 2017 Omnisport Apeldoorn, Apeldoorn Durata: 1h:12 - Spettatori: 450   | Dynamo Apeldoorn   | 3 - 0 | Luboteni               | 25-11, 25-16, 26-24        |

#### Ritorno
| 29 novembre 2017 Sportska Dvorana Magnet, Brčko Durata: 1h:29 - Spettatori: 750            | Mladost Brčko          | 0 - 3 | Hapoël Mateh Asher | 30-32, 24-26, 17-25               |
| 30 novembre 2017 Dvorana Nikoljac, Bijelo Polje Durata: 1h:34 - Spettatori: 700            | Jedinstvo Bijelo Polje | 3 - 1 | Rijeka             | 25-19, 26-28, 25-14, 25-18        |
| 28 novembre 2017 National Sport Center, Tel Aviv Durata: 2h:10 - Spettatori: 300           | Maccabi Tel Aviv       | 3 - 2 | Barkom-Kažany      | 25-22, 25-21, 24-26, 19-25, 15-13 |
| 30 novembre 2017 Palestra E Sporteve Bill Clinton, Ferizaj Durata: 1h:20 - Spettatori: 300 | Luboteni               | 0 - 3 | Dynamo Apeldoorn   | 22-25, 18-25, 19-25               |

#### Squadre qualificate
| - Hapoël Mateh Asher - Jedinstvo Bijelo Polje - Dynamo Apeldoorn - Barkom-Kažany |

### Sedicesimi di finale

#### Andata
| 7 dicembre 2017 Universiada Hall, Sofia Durata: 1h:14 - Spettatori: 1 300                   | CSKA Sofia             | 0 - 3 | Belogor'e         | 23-25, 20-25, 18-25               |
| 7 dicembre 2017 Ein Sara Sport Hall, Nahariya Durata: 2h:11 - Spettatori: 500               | Hapoël Mateh Asher     | 2 - 3 | České Budějovice  | 25-23, 25-22, 19-25, 20-25, 15-17 |
| 6 dicembre 2017 Sportska Dvorana Pendik, Novi Pazar Durata: 2h:04 - Spettatori: 1 150       | Novi Pazar             | 2 - 3 | ACH Volley        | 25-20, 25-23, 22-25, 23-25, 11-15 |
| 7 dicembre 2017 Kladenská sportovní hala, Kladno Durata: 2h:28 - Spettatori: 510            | Kladno                 | 3 - 2 | Arcada Galați     | 27-29, 29-27, 21-25, 25-22, 15-12 |
| 6 dicembre 2017 Športna dvorana OŠ Šempeter, San Pietro Durata: 2h:07 - Spettatori: 200     | Kamnik                 | 3 - 2 | Gazélec Ajaccio   | 25-22, 19-25, 21-25, 25-15, 16-14 |
| 6 dicembre 2017 Sporthalle Tellenfeld, Amriswil Durata: 1h:37 - Spettatori: 534             | Amriswil               | 3 - 0 | Omonia            | 25-19, 28-26, 25-20               |
| 6 dicembre 2017 Palac Sportu Halyčyna, Leopoli Durata: 1h:25 - Spettatori: 1 000            | Barkom-Kažany          | 0 - 3 | Vojvodina         | 16-25, 23-25, 31-33               |
| 7 dicembre 2017 Lapin Urheiluopisto, Rovaniemi Durata: 1h:09 - Spettatori: 876              | Perungan Pojat         | 0 - 3 | Asseco Resovia    | 20-25, 23-25, 9-25                |
| 5 dicembre 2017 Sala Polivalentă Oltenia, Craiova Durata: 1h:18 - Spettatori: 843           | Universitatea Craiova  | 0 - 3 | Ziraat Bankası    | 22-25, 16-25, 17-25               |
| 6 dicembre 2017 Arena Kreis Düren, Düren Durata: 1h:17 - Spettatori: 1 400                  | Dürener                | 3 - 0 | Lycurgus          | 25-23, 25-18, 25-19               |
| 6 dicembre 2017 Dvorana Nikoljac, Bijelo Polje Durata: 1h:16 - Spettatori: 950              | Jedinstvo Bijelo Polje | 0 - 3 | Aich/Dob          | 22-25, 13-25, 22-25               |
| 7 dicembre 2017 Omnisport Apeldoorn, Apeldoorn Durata: 1h:03 - Spettatori: 550              | Dynamo Apeldoorn       | 0 - 3 | Aalst             | 11-25, 9-25, 19-25                |
| 6 dicembre 2017 Palais J. Chaban-Delmas, Castelnau-le-Lez Durata: 2h:22 - Spettatori: 2 130 | Montpellier            | 3 - 2 | Rüsselsheim       | 20-25, 25-21, 32-30, 20-25, 15-10 |
| 7 dicembre 2017 Loimaan Liikuntahalli, Loimaa Durata: 1h:15 - Spettatori: 829               | Hurrikaani-Loimaa      | 0 - 3 | Šachcër Salihorsk | 19-25, 18-25, 20-25               |
| 7 dicembre 2017 Sportovní hala Dukla Liberec, Liberec Durata: 2h:06 - Spettatori: 800       | Dukla Liberec          | 3 - 2 | Neftohimik        | 17-25, 25-22, 21-25, 25-14, 15-11 |
| 6 dicembre 2017 Hala sportova u Kraljevu, Kraljevo Durata: 1h:12 - Spettatori: 3 000        | Ribnica                | 0 - 3 | BluVolley Verona  | 17-25, 15-25, 19-25               |

#### Ritorno
| 19 dicembre 2017 Sports Palace Cosmos, Belgorod Durata: 1h:04 - Spettatori: 1 100         | Belogor'e         | 3 - 0 | CSKA Sofia             | 25-15, 25-23, 25-10                          |
| 20 dicembre 2017 Sportovní Hala, České Budějovice Durata: 1h:46 - Spettatori: 1 496       | České Budějovice  | 1 - 3 | Hapoël Mateh Asher     | 23-25, 23-25, 25-17, 20-25                   |
| 19 dicembre 2017 Hala Tivoli, Lubiana Durata: 1h:14 - Spettatori: 250                     | ACH Volley        | 3 - 0 | Novi Pazar             | 25-13, 25-23, 26-24                          |
| 20 dicembre 2017 Sala Sporturilor Dunărea, Galați Durata: 1h:24 - Spettatori: 1 000       | Arcada Galați     | 3 - 0 | Kladno                 | 25-21, 25-23, 26-24                          |
| 20 dicembre 2017 U Palatinu, Ajaccio Durata: 1h:36 - Spettatori: 452                      | Gazélec Ajaccio   | 3 - 0 | Kamnik                 | 25-21, 25-19, 27-25                          |
| 20 dicembre 2017 Eleftheria Indoor Hall, Nicosia Durata: 2h:11 - Spettatori: 800          | Omonia            | 3 - 2 | Amriswil               | 25-22, 24-26, 25-17, 15-25, 17-15            |
| 20 dicembre 2017 Centro Sportivo SPENS, Novi Sad Durata: 1h:51 - Spettatori: 300          | Vojvodina         | 3 - 1 | Barkom-Kažany          | 25-22, 22-25, 32-30, 25-16                   |
| 19 dicembre 2017 Hala Podpromie, Rzeszów Durata: 1h:15 - Spettatori: 2 050                | Asseco Resovia    | 3 - 0 | Perungan Pojat         | 25-22, 25-20, 25-19                          |
| 20 dicembre 2017 Mustafa Dağıstanlı Spor Salonu, Samsun Durata: 1h:59 - Spettatori: 2 000 | Ziraat Bankası    | 3 - 2 | Universitatea Craiova  | 13-25, 25-21, 23-25, 25-18, 15-6             |
| 21 dicembre 2017 MartiniPlaza, Groninga Durata: 2h:03 - Spettatori: 1 531                 | Lycurgus          | 3 - 1 | Dürener                | 25-18, 16-25, 25-23, 25-22 Golden set: 13-15 |
| 20 dicembre 2017 JUFA Arena, Bleiburg Durata: 1h:12 - Spettatori: 420                     | Aich/Dob          | 3 - 0 | Jedinstvo Bijelo Polje | 25-19, 25-19, 25-20                          |
| 20 dicembre 2017 Sportcentrum Schotte, Aalst Durata: 1h:10 - Spettatori: 820              | Aalst             | 3 - 0 | Dynamo Apeldoorn       | 25-20, 25-16, 25-16                          |
| 21 dicembre 2017 Großsporthalle, Rüsselsheim am Main Durata: 1h:31 - Spettatori: 1 667    | Rüsselsheim       | 0 - 3 | Montpellier            | 27-29, 21-25, 19-25                          |
| 20 dicembre 2017 Sportivnyj Kompleks Olimpiets, Mahilëŭ Durata: 1h:59 - Spettatori: 800   | Šachcër Salihorsk | 3 - 1 | Hurrikaani-Loimaa      | 25-23, 28-30, 25-23, 25-18                   |
| 19 dicembre 2017 Palazzetto dello Sport Mladost, Burgas Durata: 1h:15 - Spettatori: 1 500 | Neftohimik        | 0 - 3 | Dukla Liberec          | 18-25, 21-25, 18-25                          |
| 20 dicembre 2017 PalaOlimpia, Verona Durata: 1h:37 - Spettatori: 1 500                    | BluVolley Verona  | 3 - 1 | Ribnica                | 25-16, 25-21, 23-25, 25-12                   |

#### Squadre qualificate
| - Aich/Dob - Aalst - Šachcër Salihorsk - Gazélec Ajaccio - Montpellier - Dürener - Hapoël Mateh Asher - BluVolley Verona | - Asseco Resovia - Dukla Liberec - Arcada Galați - Belogor'e - Vojvodina - ACH Volley - Amriswil - Ziraat Bankası |

### Ottavi di finale

#### Andata
| 18 gennaio 2018 Ein Sara Sport Hall, Nahariya Durata: 1h:28 - Spettatori: 1 315          | Hapoël Mateh Asher | 0 - 3 | Belogor'e        | 18-25, 22-25, 20-25        |
| 16 gennaio 2018 Hala Tivoli, Lubiana Durata: 1h:17 - Spettatori: 350                     | ACH Volley         | 3 - 0 | Arcada Galați    | 25-19, 27-25, 25-22        |
| 31 gennaio 2018 U Palatinu, Ajaccio Durata: 1h:04 - Spettatori: 900                      | Gazélec Ajaccio    | 3 - 0 | Amriswil         | 25-11, 25-12, 25-20        |
| 17 gennaio 2018 Centro Sportivo SPENS, Novi Sad Durata: 1h:50 - Spettatori: 3 000        | Vojvodina          | 1 - 3 | Asseco Resovia   | 21-25, 22-25, 25-21, 20-25 |
| 16 gennaio 2018 Konya Selçuklu Sports Hall, Konya Durata: 1h:23 - Spettatori: 3 940      | Ziraat Bankası     | 3 - 0 | Dürener          | 25-20, 26-24, 25-19        |
| 17 gennaio 2018 JUFA Arena, Bleiburg Durata: 1h:49 - Spettatori: 618                     | Aich/Dob           | 1 - 3 | Aalst            | 22-25, 14-25, 29-27, 20-25 |
| 16 gennaio 2018 Sportivnyj Kompleks Olimpiets, Mahilëŭ Durata: 1h:42 - Spettatori: 1 100 | Šachcër Salihorsk  | 1 - 3 | Montpellier      | 10-25, 16-25, 28-26, 19-25 |
| 17 gennaio 2018 Sportovní hala Dukla Liberec, Liberec Durata: 1h:42 - Spettatori: 970    | Dukla Liberec      | 1 - 3 | BluVolley Verona | 25-23, 21-25, 12-25, 19-25 |

#### Ritorno
| 30 gennaio 2018 Sports Palace Cosmos, Belgorod Durata: 1h:16 - Spettatori: 1 900          | Belogor'e        | 3 - 0 | Hapoël Mateh Asher | 25-21, 25-17, 25-18               |
| 30 gennaio 2018 Sala Sporturilor Dunărea, Galați Durata: 2h:05 - Spettatori: 1 200        | Arcada Galați    | 2 - 3 | ACH Volley         | 24-26, 25-19, 25-21, 19-25, 13-15 |
| 17 gennaio 2018 Sporthalle Tellenfeld, Amriswil Durata: 1h:10 - Spettatori: 400           | Amriswil         | 0 - 3 | Gazélec Ajaccio    | 14-25, 16-25, 19-25               |
| 31 gennaio 2018 Hala Podpromie, Rzeszów Durata: 1h:22 - Spettatori: 2 062                 | Asseco Resovia   | 3 - 0 | Vojvodina          | 25-20, 28-26, 25-21               |
| 31 gennaio 2018 Arena Kreis Düren, Düren Durata: 2h:12 - Spettatori: 800                  | Dürener          | 2 - 3 | Ziraat Bankası     | 25-27, 18-25, 25-19, 25-23, 9-15  |
| 31 gennaio 2018 Sportcentrum Schotte, Aalst Durata: 1h:17 - Spettatori: 550               | Aalst            | 3 - 0 | Aich/Dob           | 25-23, 25-15, 25-21               |
| 31 gennaio 2018 Palais J. Chaban-Delmas, Castelnau-le-Lez Durata: 2h:15 - Spettatori: 900 | Montpellier      | 2 - 3 | Šachcër Salihorsk  | 25-23, 23-25, 25-21, 23-25, 9-15  |
| 31 gennaio 2018 PalaOlimpia, Verona Durata: 1h:22 - Spettatori: 1 584                     | BluVolley Verona | 3 - 0 | Dukla Liberec      | 25-19, 25-16, 28-26               |

#### Squadre qualificate
- Aalst
- Gazélec Ajaccio
- Montpellier
- BluVolley Verona
- Asseco Resovia
- Belogor'e
- ACH Volley
- Ziraat Bankası

### Quarti di finale

#### Andata
| 14 febbraio 2018 Sports Palace Cosmos, Belgorod Durata: 1h:06 - Spettatori: 2 000  | Belogor'e        | 3 - 0 | ACH Volley      | 25-20, 25-15, 25-13        |
| 14 febbraio 2018 Hala Podpromie, Rzeszów Durata: 1h:30 - Spettatori: 2 023         | Asseco Resovia   | 3 - 0 | Gazélec Ajaccio | 25-22, 30-28, 25-19        |
| 15 febbraio 2018 Başkent Voleybol Salonu, Ankara Durata: 1h:56 - Spettatori: 3 100 | Ziraat Bankası   | 3 - 1 | Aalst           | 23-25, 25-19, 25-21, 25-20 |
| 14 febbraio 2018 PalaOlimpia, Verona Durata: 1h:57 - Spettatori: 2 000             | BluVolley Verona | 3 - 1 | Montpellier     | 26-24, 27-25, 22-25, 25-22 |

#### Ritorno
| 1º marzo 2018 Hala Tivoli, Lubiana Durata: 1h:47 - Spettatori: 866                           | ACH Volley      | 1 - 3 | Belogor'e        | 25-23, 21-25, 26-28, 19-25 |
| 28 febbraio 2018 U Palatinu, Ajaccio Durata: 1h:09 - Spettatori: 1 275                       | Gazélec Ajaccio | 0 - 3 | Asseco Resovia   | 20-25, 17-25, 20-25        |
| 27 febbraio 2018 Sportcentrum Schotte, Aalst Durata: 2h:08 - Spettatori: 1 000               | Aalst           | 1 - 3 | Ziraat Bankası   | 25-18, 28-30, 19-25, 19-25 |
| 27 febbraio 2018 Palais J. Chaban-Delmas, Castelnau-le-Lez Durata: 1h:53 - Spettatori: 2 270 | Montpellier     | 1 - 3 | BluVolley Verona | 25-18, 17-25, 18-25, 24-26 |

#### Squadre qualificate
- BluVolley Verona
- Asseco Resovia
- Belogor'e
- Ziraat Bankası

### Semifinali

#### Andata
| 13 marzo 2018 Sports Palace Cosmos, Belgorod Durata: 1h:10 - Spettatori: 3 500 | Belogor'e        | 3 - 0 | Asseco Resovia | 25-19, 25-18, 25-17        |
| 13 marzo 2018 PalaOlimpia, Verona Durata: 1h:52 - Spettatori: 2 823            | BluVolley Verona | 1 - 3 | Ziraat Bankası | 25-18, 22-25, 21-25, 20-25 |

#### Ritorno
| 20 marzo 2018 Hala Podpromie, Rzeszów Durata: 1h:25 - Spettatori: 3 647         | Asseco Resovia | 0 - 3 | Belogor'e        | 24-26, 22-25, 21-25               |
| 20 marzo 2018 Başkent Voleybol Salonu, Ankara Durata: 2h:08 - Spettatori: 2 940 | Ziraat Bankası | 2 - 3 | BluVolley Verona | 20-25, 20-25, 25-20, 26-24, 11-15 |

#### Squadre qualificate
- Belogor'e
- Ziraat Bankası

### Finale

#### Andata
| 3 aprile 2018 Sports Palace Cosmos, Belgorod Durata: 1h:08 - Spettatori: 4 500 | Belogor'e | 3 - 0 | Ziraat Bankası | 25-13, 25-15, 25-14 |

#### Ritorno
| 10 aprile 2018 Başkent Voleybol Salonu, Ankara Durata: 2h:11 - Spettatori: 5 600 | Ziraat Bankası | 2 - 3 | Belogor'e | 25-21, 26-24, 26-28, 21-25, 11-15 |

#### Squadra campione
- Belogor'e